# فهرست میراث ملی انگلستان

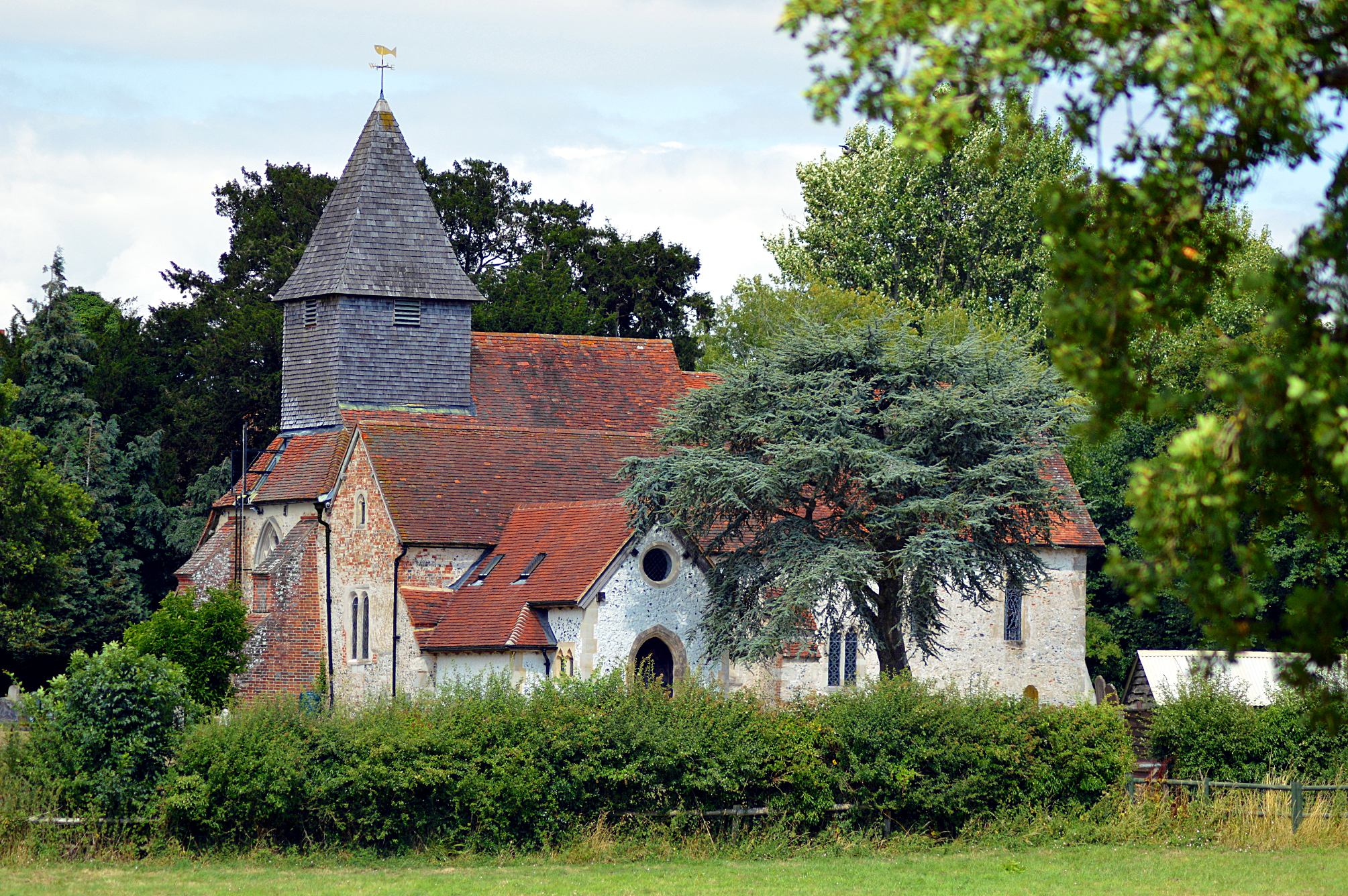
کلیسای مریم در فهرست میراث ملی انگلستان با شماره ۱۳۳۹۶۰۰ ثبت شده است.

فهرست میراث ملی انگلستان (انگلیسی: National Heritage List for England) یا به‌اختصار «NHLE»، پایگاه دادهٔ رسمی کشور انگلستان از دارایی‌های حفاظت‌شدهٔ میراث فرهنگی-تاریخی است که در سال ۲۰۱۱ راه‌اندازی شد. این پایگاه داده شامل بنای‌های فهرست‌شده، بناهای یادبود حفاظت‌شده، پارک‌ها و باغ‌های تاریخی، کشتی‌های شکسته و غرق‌شدهٔ حفاظت‌شده و میدان‌های نبرد ثبت‌شده است که تحت نظارت و پشتیبانی نهاد هیستوریک اینگلند قرار دارد. اماکن میراث جهانی یونسکو نیز در این پایگاه ثبت می‌شود اما مناطق حفاظت‌شده در آن قرار نمی‌گیرد.
با تصویب لایحه محافظت از یادمان‌های باستانی ۱۸۸۲، در حدود ۵۰ یادمان پیشاتاریخی در فهرست این پایگاه قرار گرفت. با تعدیل‌هایی که در این قانون صورت گرفت، اماکن بیشتری تحت مراقبت قرار گرفت و به این فهرست افزوده شد به نحوی که تا سال ۲۰۱۸ بیش از ۶۰۰٬۰۰۰ ملک فهرست شد. از این تعداد، در حدود ۴۰۰٬۰۰۰ مورد به‌صورت برخط در پایگاه داده موجود است. هر یک از این ساختمان‌ها یا املاک فرهنگی-تاریخی یک شماره یا کُد مخصوص هستند؛ مثلاً کد شمارهٔ ۱۲۸۵۲۹۶ به «داگلاس هاوس» در منطقه ریچموند آپون تیمز لندن اشاره دارد.